# Piotr Michael
Piotr Michael Walczuk (sinh ngày 27 tháng 3 năm 1988) là một diễn viên, nghệ sĩ lồng tiếng và diễn viên hài người Mỹ. Anh thường được biết đến là người lồng tiếng cho nhân vật Yoda trong Star Wars: Young Jedi Adventures.